# Richard Pearse

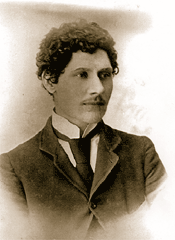
Richard W. Pearse, em 1903.

Richard William Pearse, (Nascido em Temuka, 03 de dezembro de 1877; Falecido em Christchurch, 29 de julho de 1953) foi um agricultor, inventor e pioneiro da aviação neozelandês, que efetuou experimentos inovadores na aviação.

## Histórico
É revindicado para Pearse o voo e pouso de uma máquina motorizada mais pesada que o ar em 31 de Março de 1903, cerca de nove meses antes do voo atribuído aos Irmãos Wright. As evidências documentais para suportar essa revindicação permanecem abertas à interpretações, e Pearse não desenvolveu sua aeronave ao ponto de um voo controlado como fizeram os Wright. Pearse, ele mesmo, nunca fez essa revindicação, e numa entrevista ao Timaru Post em 1909 afirmou: "não ter tentado nada prático...  ...até 1904".
Richard Pearse não buscava a fama, e ocasionalmente fazia declarações contraditórias, o que por muitos anos, levou alguns dos que conheciam seus feitos a indicar 1904 como sendo o ano do seu primeiro voo. A falta de desenvolvimento industrial da época, que também afetou os Wright no desenvolvimento da sua aeronave, aparentemente contribuiu para o desaparecimento quase total de reconhecimento das realizações de Pearse. 

## O monoplano de Pearse

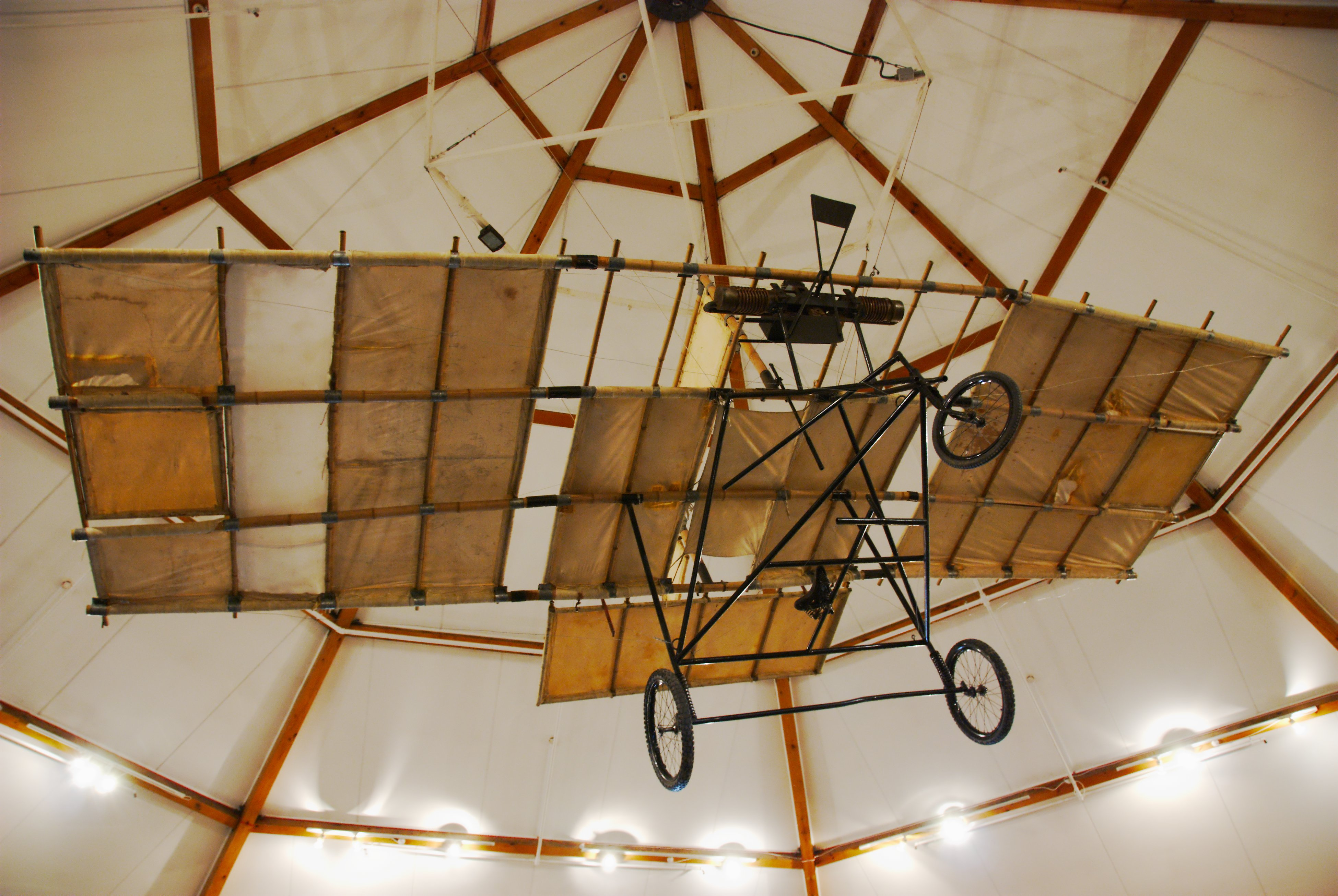
Réplica do monoplano de Pearse.

Pearse fez várias tentativas de voar desde 1901, mas naquela época, devido à baixa potência dos motores, não consegui mais do alguns "saltos" no ar. No ano seguinte ele redesenhou o seu motor. Réplicas do motor de 1903, sugerem que ele deveria fornecer 15 hp. 
Algumas fontes, principalmente da Austrália e da Nova Zelândia, consideram o voo de Pearse em 1903, como sendo o primeiro de um mais pesado que o ar motorizado.
Testemunhas descrevem quedas de Pearse em duas tentativas de voo diferentes em 1903, tendo a sua aeronave se erguido a cerca de três metros do chão em cada ocasião. Existem boas evidências de que em 31 de março de 1903, Pearse conseguiu um voo motorizado, sem muito controle, de algumas centenas de metros.